# Ірис сизуватий
Ірис сизуватий (Iris glaucescens) — рослина, вид роду Півники родини Півникових .
Вигляд описаний в 1829 з Південного Алтаю (нині Східно-Казахстанська область Казахстану).
У ряді робіт помилково ототожнювався з ірисом шкірястим (Iris scariosa Willd. ex Link)

## Поширення та екологія
Ірис сизуватий виростає на кам'янистих схилах у низькогір'ях, рідше в полинно-дерновинно-злакових степах на солонцюватих пісках.
Поширений в Азії від півдня Уралу на заході до Алтаю на сході та Північного та Східного Тянь-Шаню на півдні на територіях Казахстану, Росії, Монголії та Китаю . У Росії зустрічається на Південному Уралі (Оренбурзька область, Челябінська область), у Західному Сибіру (Тюменська область, Омська область, Новосибірська область, Алтайський край).

## Ботанічний опис
Багаторічна рослина, висота 10-40 см. Кореневище товсте; листя прикореневе 5-15 мм шириною, 5-15 см завдовжки, серпоподібне, сірувато-зеленого кольору; стебло 5-40 см заввишки з трьома листочками обгортки та двома квітками на вершині. Квітки блакитні, фіолетові, пурпурові, рідко білі, трубка оцвітини повністю прихована листочками обгортки. Плід — веретеноподібна коробочка; насіння велике, 5-8 мм, зморшкувате, темно-коричневе. Цвіте у квітні — травні. 2n = 24.

## Таксономія
|  |                                     |  |                                                          |                                                          |                |  | ще 24 родини (відповідно до Системі APG II) | ще 24 родини (відповідно до Системі APG II) |                       |  |  |  | ще близько 180 видів |
|  |                                     |  |                                                          |                                                          |                |  | ще 24 родини (відповідно до Системі APG II) | ще 24 родини (відповідно до Системі APG II) |                       |  |  |  | ще близько 180 видів |
|  |                                     |  |                                                          | порядок Спаржецвітні                                     |                |  |                                             |                                             | рід Ірис, або Касатик |  |  |  |                      |
|  |                                     |  |                                                          | порядок Спаржецвітні                                     |                |  |                                             |                                             | рід Ірис, або Касатик |  |  |  |                      |
|  | відділ Квіткові, або Покритонасінні |  |                                                          |                                                          | родина Ірисові |  |                                             |                                             | вид Ірис сизуватий    |  |  |  |                      |
|  | відділ Квіткові, або Покритонасінні |  |                                                          |                                                          | родина Ірисові |  |                                             |                                             |                       |  |  |  |                      |
|  |                                     |  | ще 44 порядку квіткових рослин (згідно з Системі APG II) | ще 44 порядку квіткових рослин (згідно з Системі APG II) |                |  |                                             | ще близько 75 родів                         | ще близько 75 родів   |  |  |  |                      |
|  |                                     |  |                                                          | ще 44 порядку квіткових рослин (згідно з Системі APG II) |                |  |                                             |                                             | ще близько 75 родів   |  |  |  |                      |

## Охорона
Ірис сизуватий внесений у Червоні книги Тюменської, Новосибірської, Омської, Челябінської областей та Алтайського краю.